# Beniamin Godyla
Beniamin Wincenty Godyla (ur. 8 lipca 1965 w Kluczborku) – polski przedsiębiorca, polityk i samorządowiec, senator X i XI kadencji.

## Życiorys
Ukończył politologię na Uniwersytecie Opolskim oraz podyplomowe studia menedżerskie na Uniwersytecie Ekonomicznym we Wrocławiu. Zajął się prowadzeniem działalności gospodarczej w branży cukierniczo-piekarniczej. Został właścicielem piekarni Kłos w Kujakowicach Górnych, sieci cukierni oraz kawiarni Godyla, Domu Seniora Paulinka w Pawłowicach, a także pałacu Pawłowice. Między innymi dzięki pozyskanym z Unii Europejskiej funduszom udało mu się doprowadzić do zrewitalizowania pałacu Pawłowice oraz odnowienia przylegających do niego terenów po byłym państwowym gospodarstwie rolnym, na których powstał dom seniora oraz park.
Wieloletni działacz Stowarzyszenia „Konsorcjum Producentów Kołocza Śląskiego” (w tym jako jego prezes), Stowarzyszeniu Rozwoju i Odnowy Wsi Pawłowice czy w klastrze producentów dobrej żywności z Olesna. Jest organizatorem Ogólnopolskiej Gali Mundurowych Orkiestr Dętych „Złoty Suzafon”.
W wyborach samorządowych w 1998 i 2002 bezskutecznie kandydował do rady powiatu kluczborskiego (odpowiednio z listy koalicji Przymierze Społeczne oraz z ramienia Polskiego Stronnictwa Ludowego). W wyborach samorządowych w 2010 bezskutecznie kandydował na radnego województwa opolskiego z listy Platformy Obywatelskiej; zdobył wówczas 2085 głosów. W tym samym roku objął jednak mandat w sejmiku w miejsce Andrzeja Pyziaka. W wyborach w 2014 bezskutecznie kandydował na stanowisko burmistrza Gorzowa Śląskiego; otrzymał wówczas 1267 głosów (o 37 mniej niż jego jedyny kontrkandydat Artur Tomala). W wyborach parlamentarnych w 2015 nie uzyskał mandatu senatora, kandydując z ramienia Nowoczesnej; uzyskał wówczas 12 616 głosów. W wyborach samorządowych w 2018 dostał się do rady powiatu oleskiego, zdobywając 414 głosów.
W wyborach parlamentarnych w 2019 został wybrany do Senatu X kadencji z ramienia Koalicji Obywatelskiej, otrzymując 53 012 głosów w okręgu nr 53. W 2021 przystąpił do Platformy Obywatelskiej. W 2023 z powodzeniem ubiegał się o senacką reelekcję z wynikiem 78 843 głosy.

## Wyniki w wyborach ogólnopolskich
| Wybory | Komitet wyborczy  | Komitet wyborczy     | Organ             | Okręg | Wynik           |
| ------ | ----------------- | -------------------- | ----------------- | ----- | --------------- |
| 2015   |                   | Nowoczesna           | Senat IX kadencji | nr 53 | 12 616 (11,41%) |
| 2019   |                   | Koalicja Obywatelska | Senat X kadencji  | nr 53 | 53 012 (40,63%) |
| 2023   | Senat XI kadencji | Koalicja Obywatelska | 78 843 (50,40%)   | nr 53 |                 |

## Życie prywatne
Syn Zygmunta i Heleny. Żonaty. Jest ojcem czwórki dzieci. Jego syn Szymon został radnym Sejmiku Województwa Opolskiego.